# Бах-ан-дер-Донау
Бах-ан-дер-Донау (нем. Bach an der Donau) — община в Германии, в земле Бавария. 
Подчиняется административному округу Верхний Пфальц. Входит в состав района Регенсбург. Подчиняется управлению Донаустауф.  Население составляет 1823 человека (на 31 декабря 2010 года). Занимает площадь 14,82 км².
Община подразделяется на 3 сельских округа.

## Население
По оценке на 31 декабря 2015 года население общины Бах-ан-дер-Донау составляет 1803 чел. 

| Дата      | 1840 | 1871 | 1900 | 1925 | 1939 | 1950 | 1961 | 1970 | 1987 | 2011 |
| --------- | ---- | ---- | ---- | ---- | ---- | ---- | ---- | ---- | ---- | ---- |
| Население | 710  | 829  | 742  | 822  | 843  | 1172 | 1223 | 1403 | 1545 | 1825 |

| Год       | 1960 | 1970 | 1980 | 1990 | 2000 | 2009 | 2010 | 2011 | 2012 | 2013 | 2014 | 2015 |
| --------- | ---- | ---- | ---- | ---- | ---- | ---- | ---- | ---- | ---- | ---- | ---- | ---- |
| Население | 1222 | 1432 | 1509 | 1627 | 1735 | 1801 | 1823 | 1826 | 1833 | 1816 | 1786 | 1803 |